# Royal Arctic Line
Royal Arctic Line A/S är ett rederi som ägs av det grönländska  Självstyret, och som driver linjetrafiken mellan Grönlands städer, samt mellan Grönland och resten av världen. Passagerartrafiken drivs genom dotterbolaget Arctic Umiaq Line, som är samägt med Air Greenland. För trafiken mellan Grönland och Danmark fungerar hamnen i Ålborg som dansk knutpunkt. 